# Луцій Корнелій Пузіон Анній Мессала
Лу́цій Корне́лій Пузіо́н А́нній Месса́ла (лат. Lucius Cornelius Pusio Annius Messala; ? — після 104) — державний діяч часів Римської імперії, консул-суффект 90 року.

## Життєпис
Про походження роду нічого невідомо. Син Луція Корнелія Пузіона, військового легата часів Нерона, та Аннії Мессали. Завдяки тому, що батько підтримав Веспасіана у боротьбі за імператорську владу, Луцій Пузіон Мессала за часів династії Флавіїв зробив гарну кар'єру.
У 90 році став консулом-суффектом разом з Марком Кокцеєм Нервою — майбутнім імператором. Того ж або наступного року увійшов до жрецької колегії септемвірів епулонів. У 103—104 роках як проконсул керував провінцією Африка. Подальша доля невідома.